# 言論基本法
言論基本法（げんろんきほんほう、朝: 언론기본법）は、粛軍クーデターと非常戒厳令拡大措置によって権力を掌握した全斗煥を中心とする新軍部勢力が、自身の統治基盤を構築する一環として、言論規制の制度的仕組みを整えるために制定された第五共和国時代の韓国における法律である。

## 概要
1980年12月31日、国家保衛立法会議で制定された。同法では、一部ドイツ法も参考にし、言論の権利と義務、言論企業と言論人、定期刊行物・放送・言論・新聞に関する規制と罰則について規定され、立法趣旨は「国民の表現の自由と知る権利を保護するため」とされていた。しかし、趣旨とは正反対に同法では、
1. 定期刊行物の登録義務制（事実上の許可制）
2. 文化広報部長官の発行停止命令権と登録取消権などの特殊事項に基づく、表現の自由の抑圧と同時に、「編集人と広告責任者もしくは其の代理人は、定期刊行物を編集したり、広告を掲載する際に、犯罪を構成する内容を排除する義務がある」

と規定して、編集段階で表現の自由を制限する仕組みを定めた。また放送委員会や放送審議委員会・言論仲裁委員会設置を強制し、テレビやラジオの放送メディアへの権力統制を合法化した。言論弾圧の道具として制定された言論基本法に対し、政治的規制が緩和された1983年以降、在野勢力と野党は一貫して同法の廃止を強く要求してきた。1987年6月の「六･二九宣言」によって民主化が実現したことで同年11月28日に廃止された。

## 言論仲裁委員会と反論権
ドイツのバーデン州出版法を移植し、反論権に相当する訂正報道請求権（49条）を創設。また、ドイツ法にはない言論仲裁委員会（50条）も創設するも、新軍部勢力による統制等により正常には機能しなかった。

## 報道指針
同法では、文化広報部（現：国政広報処）によって連日報道の仕方を示した「報道指針」が作成され、それによって言論機関を統制していた。この指針は文化広報部内に設置された公報政策室によって作成され、指針を言論機関に通達することで、言論統制を狙ったものであるが、在野団体である民主言論運動協議会（現・民主言論市民連合）が発行する季刊『マル（言葉の意）』誌によって暴露された。これに関連して1986年2月にジャーナリスト数名が拘束された。

## 廃止後
同法自体は廃止されたが、反論権と言論仲裁委員会は、その後の定期刊行物登録等に関する法律（定刊法）や改正放送法に引き継がれ、これらの法をまとめた言論仲裁および被害救済等に関する法律（報道被害救済法）にも引き継がれた。